# Operación Keelhaul
La Operación Keelhaul fue una operación llevada a cabo en el norte de Italia por fuerzas británicas y estadounidenses entre el 14 de agosto de 1946 y el 9 de mayo de 1947 con el fin de repatriar a la Unión Soviética a miembros de las Fuerzas Armadas Soviéticas que se encontraban como prisioneros de guerra en Alemania tras la  Segunda Guerra Mundial. La operación decidió la suerte de miles de refugiados de la posguerra que huían de Europa Oriental.

## Conferencia de Yalta
Una de las conclusiones a las que se llegó en la Conferencia de Yalta consistió en la devolución a la Unión Soviética por parte de los Aliados de todos los ciudadanos soviéticos que se encontrasen en su territorio. Esto afectó inmediatamente a los prisioneros de guerra soviéticos liberados por los Aliados, pero pronto se extendió a todos los refugiados de Europa Oriental. A cambio de esto, los soviéticos se comprometieron a repatriar forzosamente a los prisioneros de guerra aliados occidentales que hubieran sido liberados de los campamentos de prisioneros de guerra alemanes y que habían decidido quedarse en la URSS.
El 31 de marzo de 1945, el secretario general soviético Iósif Stalin, el primer ministro británico Winston Churchill y el presidente de los Estados Unidos, Franklin D. Roosevelt concluyeron sus planes en un codicilo secreto anexo al acuerdo. Este codicilo, que estipulaba la devolución forzosa de los refugiados a la Unión Soviética, se mantuvo en secreto y fue desconocido por los ciudadanos del Reino Unido y los Estados Unidos durante más de 50 años.
El nombre de la operación se refiere al nombre en inglés del castigo corporal que se hacía a los marineros llamado keelhauling.

## Tratamiento de prisioneros y refugiados
En las columnas de refugiados huidos de la Europa Oriental ocupada se contaban decenas de miles de personas. En ellas se encontraban mezclados fascistas, colaboracionistas nazis, anticomunistas y civiles, tanto de la Unión Soviética como de Yugoslavia. En el grupo había además 70 000 cosacos del extinto Imperio ruso (nunca fueron ciudadanos de la Unión Soviética) y 11 000 ustachas de Yugoslavia, incluyendo mujeres y niños. 
Fueron reunidos en Austria y deportados forzosamente. La mayoría fue dirigida a la zona soviética de Alemania en el este, o a Eslovenia en el sur. Muchos de los refugiados, tanto militares como civiles, fueron ejecutados sumariamente (como venganza por los crímenes cometidos por los fascistas durante la guerra), en ocasiones a la vista de los británicos. Los asesinatos a manos de las fuerzas yugoslavas son conocidos como la masacre de Bleiburg.